# Tmesisternus obsoletus
Tmesisternus obsoletus là một loài bọ cánh cứng trong họ Cerambycidae.